# Elezioni parlamentari in Israele del 2013
Le elezioni parlamentari in Israele del 2013 si tennero il 22 gennaio per il rinnovo della Knesset.
Nella notte tra il 15 e il 16 ottobre 2012 la Knesset vota lo scioglimento, convocando come previsto le elezioni anticipate.

## Accordi pre-elettorali
Il 29 ottobre 2012, i delegati del Likud (destra), il partito di Benjamin Netanyahu, approvano l'alleanza elettorale tra il loro partito e il partito Israel Beytenu (estrema destra) e presentano quindi una lista comune.

### Apparentamenti
La legge elettorale israeliana consente a due partiti di accordarsi per sommare i propri voti in vista dell'assegnazione dei seggi supplementari previsti dal metodo Hagenbach-Bischoff. Prima del voto si sono quindi stipulati diversi accordi, come:
- Lista Likud-Israel Beytenu con La Casa Ebraica[1]
- HaTnuah con Meretz[2]
- Partito Laburista Israeliano con Yesh Atid[3]
- Hadash con Balad[4]
- Ebraismo della Torah Unito con Shas[5]

## Risultati
| Likud Beitenu (Likud - Israel Beitenu) | 885 054   | 23,34 | 31  |  |  |  |
| Yesh Atid                              | 543 458   | 14,33 | 19  |  |  |  |
| Partito Laburista Israeliano           | 432 118   | 11,39 | 15  |  |  |  |
| La Casa Ebraica                        | 345 985   | 9,12  | 12  |  |  |  |
| Shas                                   | 331 868   | 8,75  | 11  |  |  |  |
| Ebraismo della Torah Unito             | 195 892   | 5,16  | 7   |  |  |  |
| HaTnuah                                | 189 167   | 4,99  | 6   |  |  |  |
| Meretz                                 | 172 403   | 4,55  | 6   |  |  |  |
| Lista Araba Unita - Ta'al              | 138 450   | 3,65  | 4   |  |  |  |
| Hadash                                 | 113 439   | 2,99  | 4   |  |  |  |
| Balad                                  | 97 030    | 2,56  | 3   |  |  |  |
| Kadima                                 | 79 081    | 2,09  | 2   |  |  |  |
| Otzma LeYisrael                        | 66 775    | 1,76  | –   |  |  |  |
| Am Shalem                              | 45 690    | 1,20  | –   |  |  |  |
| Ale Yarok - Lista Liberale             | 43 734    | 1,15  | –   |  |  |  |
| Eretz Hadasha                          | 28 080    | 0,74  | –   |  |  |  |
| Koah Lehashpi'a                        | 28 049    | 0,74  | –   |  |  |  |
| HaYisraelim                            | 18 941    | 0,50  | –   |  |  |  |
| Verdi e Gioventù                       | 8 117     | 0,21  | –   |  |  |  |
| Dor                                    | 5 975     | 0,16  | –   |  |  |  |
| Vivere con Dignità                     | 3 640     | 0,10  | –   |  |  |  |
| Partito dei Lavoratori Da'am           | 3 546     | 0,09  | –   |  |  |  |
| Siamo Fratelli                         | 2 899     | 0,08  | –   |  |  |  |
| Giustizia Soicale                      | 2 877     | 0,08  | –   |  |  |  |
| Siamo Tutti Amici                      | 2 176     | 0,06  | –   |  |  |  |
| Partito Pirata                         | 2 076     | 0,05  | –   |  |  |  |
| Partito della Finanza                  | 1 972     | 0,05  | –   |  |  |  |
| Leader                                 | 1 352     | 0,04  | –   |  |  |  |
| Or                                     | 1 027     | 0,03  | –   |  |  |  |
| Brit Olam                              | 761       | 0,02  | –   |  |  |  |
| Speranza per il Cambiamento            | 649       | 0,02  | –   |  |  |  |
| Moreshet Avot                          | 461       | 0,01  | –   |  |  |  |
| Totale                                 | 3 792 742 | 100   | 120 |  |  |  |
|                                        |           |       |     |  |  |  |
| Voti non validi                        | 40 904    | 1,07  |     |  |  |  |
| Votanti                                | 3 833 646 | 67,77 |     |  |  |  |
| Elettori                               | 5 656 705 |       |     |  |  |  |

| Riepilogo dei seggi | Riepilogo dei seggi | Riepilogo dei seggi | Riepilogo dei seggi | Riepilogo dei seggi | Riepilogo dei seggi | Riepilogo dei seggi |
| ------------------- | ------------------- | ------------------- | ------------------- | ------------------- | ------------------- | ------------------- |
|                     |                     |                     |                     |                     |                     |                     |
| Hadash              | 4                   | ━                   |                     | Balad               | 3                   | ━                   |
| Ta'al               | 1                   | ━                   |                     | Lista Araba Unita   | 3                   | ━                   |
| Laburisti           | 15                  | ▲ 2                 |                     | HaTnuah             | 6                   | Nuovo               |
| Meretz              | 6                   | ▲ 3                 |                     | Yesh Atid           | 19                  | Nuovo               |
| Kadima              | 2                   | ▼ 26                |                     | Israel Beitenu      | 11                  | ▼ 4                 |
| Likud               | 20                  | ▼ 7                 |                     | La Casa Ebraica     | 12                  | ▲ 5                 |
| Shas                | 11                  | ━                   |                     | Yahadut HaTora      | 7                   | ▲ 2                 |

1. ↑  Include i partiti dell'Unione Nazionale